# Glenwood (Arkansas)
Glenwood è una città degli Stati Uniti d'America situata nello Stato dell'Arkansas, in particolare nelle Contee di Pike e Montgomery.